# Манісоба
Манісоба (Maniçoba) — святкова страва в бразильській кухні, особливо в амазонському регіоні штату Пара і Баїя. Він має місцеве походження та виготовляється з листя рослини маніоку, яке було дрібно подрібнене та кип'ячене протягом принаймні чотирьох днів і до тижня, щоб видалити вміст ціаніду водню. Мелене і відварене листя (maniva) потім змішують з солоною свининою, в'яленим м'ясом та іншими копченими інгредієнтами, такими як бекон і ковбаса. Страва подається з рисом і борошном з маніоки (farinha). Манісобу зазвичай їдять під час Círio de Nazaré, релігійного свята, яке відбувається в жовтні в місті Белен.